# Klangdalen

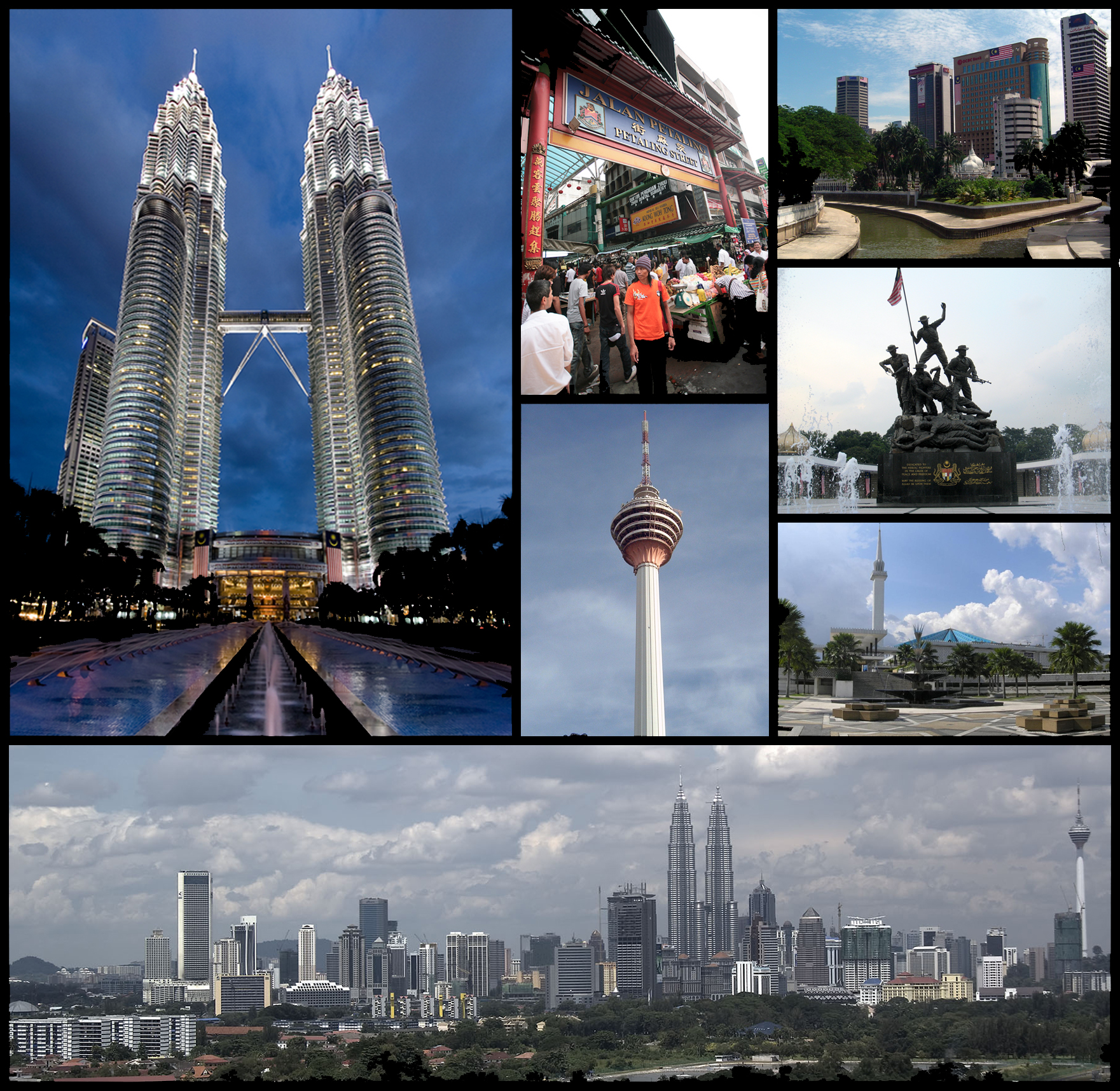
Motiv från Kuala Lumpur.

Klangdalen (malajiska Lembah Klang) är ett område i västra Malaysia, och är synonymt med huvudstaden Kuala Lumpurs storstadsområde. Området breder ut sig om båda sidor Klangfloden och avgränsas delvis geografiskt av Titiwangsabergen i norr och öster samt Malackasundet i väster. Kuala Lumpur, som utgör ett federalt territorium, är huvudorten för området. Klangdalen omfattar dessutom områden i distrikten (inom delstaten Selangor) Gombak, Klang, Petaling, Sepang och Hulu Langat, samt det federala territoriet Putrajaya. Det totala invånarantalet för de två federala territorierna och fem distrikten var 5 933 100 invånare år 2008, på en yta av 3 460 kvadratkilometer. Några stora städer i området är bland annat Klang, Ampang Jaya, Petaling Jaya, Subang Jaya och Shah Alam. 